# Supercoppa d'Islanda (calcio femminile)
La Supercoppa islandese, ufficialmente Meistarakeppni kvenna, è una competizione di calcio femminile organizzata dalla Federazione calcistica dell'Islanda (Knattspyrnusamband Íslands - KSÍ), riservata a squadre di club che si tiene con cadenza annuale tra la campionessa d'Islanda in carica e la detentrice della Coppa d'Islanda.
L'incontro per il titolo si gioca generalmente all'inizio della stagione nazionale islandese, a maggio, e viene ininterrottamente disputato dal 2003 (anno in cui si sono incontrati i detentori dei titoli del 2002). Prima di allora la competizione si giocò ininterrottamente dal 1992 al 1998. I detentori del titolo delle stagioni 1999, 2000 e 2001 non hanno giocato per questo titolo.
Le squadre di maggior successo sono il Breiðablik e il Valur, entrambe con un totale di nove vittorie.

## Albo d'oro
Fonte: Federcalcio islandese.
Ci sono state due partite giocate nel 1996, una in primavera e una in autunno, con la partita primaverile che copriva l'anno precedente e quella autunnale che copriva la stagione appena terminata. Per una più facile comprensione, gli anni elencati sono sempre quelli successivi alla vittoria di una squadra dell'Úrvalsdeild kvenna o della Coppa (quindi le partite autunnali sono elencate come se fossero state giocate l'anno successivo a quelle giocate).
| Anno      | Campione d'Islanda | Risultato      | Vincitore Coppa d'Islanda |
| --------- | ------------------ | -------------- | ------------------------- |
| 1992      | Breiðablik         | 0 - 3          | ÍA Akranes                |
| 1993      | Breiðablik         | 4 - 2          | ÍA Akranes                |
| 1994      | KR Reykjavík       | 3 - 1          | ÍA Akranes                |
| 1995      | Breiðablik         | 0 - 13         | KR Reykjavík              |
| 1996      | Breiðablik         | 3 - 0          | Valur                     |
| 1996      | Breiðablik         | 1 - 0 3        | Valur                     |
| 1997      | KR Reykjavík       | 3 - 1          | Breiðablik                |
| 1998      | KR Reykjavík       | 1 - 4          | Breiðablik                |
| 1999-2002 | Non disputate      | Non disputate  | Non disputate             |
| 2003      | KR Reykjavík       | 1 - 2 3        | Breiðablik                |
| 2004      | KR Reykjavík       | 1 - 2          | Valur                     |
| 2005      | Valur              | 10 - 0         | ÍBV Vestmannæyja          |
| 2006      | Breiðablik         | 5 - 13         | Valur                     |
| 2007      | Valur              | 8 - 13         | Breiðablik                |
| 2008      | Valur              | 2 - 1          | KR Reykjavík              |
| 2009      | Valur              | 2 - 1          | KR Reykjavík              |
| 2010      | Valur              | 4 - 03         | Breiðablik                |
| 2011      | Valur              | 3 - 13         | Þór/KA                    |
| 2012      | Stjarnan           | 3 - 1          | Valur                     |
| 2013      | Þór/KA             | 0 - 0 (4 - 1)2 | Stjarnan                  |
| 2014      | Stjarnan           | 0 - 0          | Breiðablik                |
| 2015      | Stjarnan           | 4 - 13         | Breiðablik                |
| 2016      | Breiðablik         | 0 - 0 (4 - 3)2 | Stjarnan                  |
| 2017      | Stjarnan           | 0 - 3          | Breiðablik                |
| 2018      | Þór/KA             | 3 - 0          | ÍBV Vestmannæyja          |
| 2019      | Breiðablik         | 5 - 0          | Þór/KA                    |
| 2020      | Valur              | 1 - 2          | Selfoss                   |
| 2021      | --                 | non disputata  | --                        |
| 2022      | Valur              | 0 - 0 (4 - 2)2 | Breiðablik                |

1 - Dopo tempi supplementari.
2 - Dopo calci di rigore.
3 - Vincitori sia del campionato che della Coppa.

## Vittorie per club
| Club             | Vincitori | Finalisti | Edizioni vincitori                                         | Edizioni finalisti                       |
| ---------------- | --------- | --------- | ---------------------------------------------------------- | ---------------------------------------- |
| Breiðablik       | 10        | 7         | 1993, 1996, 1996, 1998, 2003, 2006, 2014, 2016, 2019, 2019 | 1992, 1995, 1997, 2007, 2010, 2015, 2022 |
| Valur            | 9         | 7         | 2004, 2005, 2007, 2008, 2009, 2010, 2011, 2018, 2022       | 1996, 1996, 2006, 2012, 2019, 2020       |
| KR Reykjavík     | 3         | 5         | 1994, 1995, 1997                                           | 1998, 2003, 2004, 2008, 2009             |
| Stjarnan         | 3         | 4         | 2012, 2015, 2019                                           | 2013, 2014, 2016, 2017                   |
| ÍA Akranes       | 1         | 2         | 1992                                                       | 1993, 1994                               |
| Þór/KA           | 1         | 1         | 2013                                                       | 2011                                     |
| Selfoss          | 1         | 0         | 2020                                                       |                                          |
| ÍBV Vestmannæyja | 0         | 2         |                                                            | 2005, 2018                               |